# Rodriguesdvärguv
Rodriguesdvärguv (Otus murivorus) är en utdöd fågel i familjen ugglor inom ordningen ugglefåglar som förekom på ön Rodrigues i Indiska oceanen. Fågeln finns beskriven i ett antal reserapporter från ön, den senaste från 1726, och artens existens bekräftas av benfynd 1987. Liksom två andra utdöda arter från Maskarenerna placerades de tidigare i ett eget släkte, Mascarenotus, men genetiska studier visar att de står nära andra dvärguvsarter i Otus och förs därför numera dit, trots avvikande utseende. Även det svenska trivialnamnet har ändrats, från tidigare rodriguesuggla.